# Carex calcis
Carex calcis là một loài thực vật có hoa trong họ Cói. Loài này được K.A.Ford mô tả khoa học đầu tiên năm 2007.